# Онуфріївська селищна рада
Ону́фріївська се́лищна ра́да — адміністративно-територіальна одиниця та орган місцевого самоврядування в Онуфріївському районі Кіровоградської області. Адміністративний центр — селище міського типу Онуфріївка.

## Загальні відомості
- Населення ради: 4019 осіб (станом на 2015 рік)

## Населені пункти
Селищній раді підпорядковані населені пункти:
- смт Онуфріївка

## Склад ради
Рада складається з 20 депутатів та голови.
- Голова ради: Самородченко Сергій Миколайович
- Секретар ради: Філатова Валентина Миколаївна

### Керівний склад попередніх скликань
| Прізвище, ім'я, по батькові     | Основні відомості                                           | Дата обрання | Дата звільнення |
| ------------------------------- | ----------------------------------------------------------- | ------------ | --------------- |
| Пивовар Леонід Федорович        | Селищний голова, 1951 року народження, член Партії регіонів | 26.03.2006   | 07.05.2009      |
| Самородченко Сергій Миколайович | Селищний голова, 1975 року народження, освіта вища          | 31.10.2010   |                 |

Примітка: таблиця складена за даними сайту Верховної Ради України

### Депутати
За результатами місцевих виборів 2010 року депутатами ради стали:

#### За суб'єктами висування
| Суб'єкт висування                                       | Кількість обраних депутатів | %  |
| ------------------------------------------------------- | --------------------------- | -- |
| Єдиний Центр                                            | 6                           | 30 |
| Політична партія Всеукраїнське об'єднання «Батьківщина» | 5                           | 25 |
| Самовисування                                           | 3                           | 15 |
| Народна партія                                          | 2                           | 10 |
| Політична партія «Фронт Змін»                           | 2                           | 10 |
| Соціалістична партія України                            | 2                           | 10 |

#### За округами
| № округу                                                | Прізвище, ім'я, по батькові       | Дата визнання обраним | Освіта  | Партійна приналежність                        | Відомості про обраного депутата                                                     |
| ------------------------------------------------------- | --------------------------------- | --------------------- | ------- | --------------------------------------------- | ----------------------------------------------------------------------------------- |
| Єдиний Центр                                            |                                   |                       |         |                                               |                                                                                     |
| 2                                                       | Пиріг Анжеліка Андріївна          | 03.11.2010            | середня | член Єдиного Центру                           | управління сільськогосподарського розвитку Онуфріївської РДА, головний спеціаліст   |
| 3                                                       | Вілецький Юрій Миколайович        | 03.11.2010            | середня | член Єдиного Центру                           | приватний підприємець                                                               |
| 12                                                      | Майстер Юрій Анатолійович         | 03.11.2010            | середня | член Єдиного Центру                           | приватний підприємець                                                               |
| 13                                                      | Сорока Володимир Михайлович       | 03.11.2010            | середня | позапартійний                                 | тимчасово не працює                                                                 |
| 14                                                      | Синенко Віктор Іванович           | 03.11.2010            | вища    | член Єдиного Центру                           | Онуфріївська загальноосвітня школа І-ІІІ ст., вчитель                               |
| 18                                                      | Явтушенко Оксана Юріївна          | 03.11.2010            | вища    | член Єдиного Центру                           | Онуфріївська РДА, начальник відділу кадрової роботи                                 |
| Народна Партія                                          |                                   |                       |         |                                               |                                                                                     |
| 8                                                       | Попадюк Ярослав Юрійович          | 03.11.2010            | вища    | член Народної партії                          | тимчасово не працює                                                                 |
| 19                                                      | Калницька Катерина Миколаївна     | 03.11.2010            | вища    | член Народної партії                          | управління агропромислового розвитку Онуфріївської РДА, начальник відділу           |
| Політична партія Всеукраїнське об'єднання «Батьківщина» |                                   |                       |         |                                               |                                                                                     |
| 1                                                       | Саусь Олександр Васильович        | 03.11.2010            | середня | член Всеукраїнського об'єднання «Батьківщина» | Онуфріївська районна рада, водій                                                    |
| 4                                                       | Пашко Наталія Віталіївна          | 03.11.2010            | середня | член Всеукраїнського об'єднання «Батьківщина» | тимчасово не працює                                                                 |
| 6                                                       | Кохно Михайло Якимович            | 03.11.2010            | середня | член Всеукраїнського об'єднання «Батьківщина» | пенсіонер                                                                           |
| 9                                                       | Філатова Валентина Миколаївна     | 03.11.2010            | середня | член Всеукраїнського об'єднання «Батьківщина» |                                                                                     |
| 20                                                      | Михайленко Сергій Іванович        | 03.11.2010            | вища    | член Всеукраїнського об'єднання «Батьківщина» | пенсіонер                                                                           |
| Політична партія «Фронт Змін»                           |                                   |                       |         |                                               |                                                                                     |
| 7                                                       | Воронін Віктор Миколайович        | 03.11.2010            | середня | член Політичної партії «Фронт Змін»           |                                                                                     |
| 15                                                      | Супрун Леонід Вікторович          | 03.11.2010            | вища    | член Політичної партії «Фронт Змін»           | Онуфріївське районне управління юстиції, головний спеціаліст                        |
| Соціалістична партія України                            |                                   |                       |         |                                               |                                                                                     |
| 10                                                      | Вакуленко Людмила Іванівна        | 03.11.2010            | вища    | член Соціалістичної партії України            | Онуфріївська селищна рада, директор селищного центру соціальних служб               |
| 16                                                      | Грабовий Григорій Якович          | 03.11.2010            | середня | член Соціалістичної партії України            | ДКП «Комунальник», начальник                                                        |
| Самовисування                                           |                                   |                       |         |                                               |                                                                                     |
| 5                                                       | Коломієць Тетяна Олексіївна       | 03.11.2010            | вища    | позапартійна                                  | Світловодське відділення управління з експлуатації газового господарства, контролер |
| 11                                                      | Антонішен Олександр Володимирович | 03.11.2010            | вища    | позапартійний                                 | управління агропромислового розвитку РДА, головний спеціаліст                       |
| 17                                                      | Артишук Сергій Віталійович        | 03.11.2010            | вища    | позапартійний                                 | тимчасово не працює                                                                 |